# Vandfaldsdiagram
 Ikke at forveksle med Vandfaldsdiagram (brodiagram).
Vandfaldsdiagram eller vandfaldsplot er grafiske afbildninger som ofte bruges til at vise, hvordan todimensionelle fænomener ændrer sig over tid. Et tredimensionelt spektralt vandfaldsdiagram er et diagram, hvor flere grafer af data, typisk frekvensspektre, vises samtidigt. Typisk er graferne forskudt både på tværs af skærmen og lodret, med "nærmere" grafer, der maskerer dem bagved. Resultatet er en række "bjerg"-former, der ser ud til at være side om side. Vandfaldsdiagrammet bruges ofte til at vise, hvordan todimensionel information ændres over tid eller en anden variabel såsom rotationshastighed. Vandfaldsdiagrammer bruges også ofte til at afbilde spektrogrammer.

## Anvendelser
- Resultaterne af frekvensspektre, der viser frekvensspektret af signalet med successive tidsintervaller.
- Den forsinkede respons fra en højttaler eller lytterum produceret af impulsresponstest eller MLSSA.
- Spektre ved forskellige motorhastigheder ved test af motorer.